# آلیس گرترود
آلیس گرترود (به انگلیسی: Alice Gertrude) یک کشتی بود که طول آن ۱۳۱ فوت (۳۹٫۹۳ متر) بود. این کشتی در سال ۱۸۹۸ ساخته شد.